# ミズーリ大学コロンビア校
ミズーリ大学（ミズーリだいがく、University of Missouri, University of Missouri-Columbia、Mizzou、MU、UMC）は、アメリカ合衆国ミズーリ州コロンビアにあるミズーリ州最大の州立大学。ミズーリ大学システム（コロンビア校、セントルイス校、カンザスシティ校、ミズーリ工科大学）の旗艦校。アメリカ大学協会の一校。ジャーナリズム、農学、法学、獣医学の分野で著名。バイオテクノロジー分野にもかなりの投資をしている。ミズーリ大学コロンビア校（University of Missouri-Columbia）と呼ばれていたが、正式名称をミズーリ大学（University of Missouri）に変更した。

## 沿革
ミズーリ大学コロンビア校は1839年、Geyer Act（ゲイヤー法）により、ミシシッピ川以西で初めての州立大学として、そしてミズーリ大学システムの最初の大学としてミズーリ州ブーン郡コロンビアに創立された。ミズーリ大学システムは1870年、分校としてミズーリ鉱冶金学校(Missouri School of Mines and Metallurgy)を設立、ミズーリ州フェルプス郡ローラに設置した。1963年には私立のカンザスシティ大学(Kansas City University)を傘下に加え、ミズーリ大学カンザスシティ校(University of Missouri-Kansas City)に改名。ミズーリ大学セントルイス校(University of Missouri-St. Louis)をセントルイスに設置した。1964年にはミズーリ鉱冶金学校をミズーリ大学ローラ校(University of Missouri-Rolla)に改名した。
1883年、ルイジアナ買収時に取得された領地に創立された大学ということで、トーマス・ジェファーソンの墓石が遺族より寄付された。現在もキャンパス内に設置されており、そのすぐ横にはジェファーソンのブロンズ像が建立された。
1867年、女性の入学が初めて許可されたが、師範学校のみの入学であった。すべての学部に入学が許可されたのは、1871年である。
1892年1月9日、主要学舎である学術会館(Academic Hall)がミシシッピ以西で初めて電球によるとされる火災で、6つの円柱を残して倒壊した。この円柱(Columns)は、大学のシンボルとして、フランシス中庭(Francis Quadrangle)に現在もたっている。フランシス中庭前には、1895年、学術会館跡地にジェシー会館(Jesse Hall)が、新学術会館として建設された。
1908年、世界で初めて、ジャーナリズムの学位を授与する学校(Missouri School of Journalism)が設置された。
2005年秋現在で、学士課程・大学院含め約2万8千人の学生が在籍している。

### 人種差別に関する歴史
1935年冬、黒人系大学のリンカーン大学（Lincoln University、ミズーリ州の州都であるジェファーソンシティにある）からの卒業生4人が、UMCの大学院への入学を拒否され、そのうちの一人である、L・L・ゲインズが裁判を起こした。合衆国最高裁判所で争われた結果、1938年12月12日、ゲインズ勝訴で、UMC法学大学院への入学（もしくはそれに準じる設備・便宜）を与えられたが、1939年3月19日シカゴにて、ゲインズは謎の失踪をする。1950年、学士課程においても、裁判により、黒人・マイノリティの入学を認める判決が出た。2002年、黒人文化センターは賛辞の意味を込めて、ゲインズと、元理事で同じく入学を拒否された過去を持つM・O・オールドハムを、新しい名称採用した（ゲインズ・オールドハム黒人文化センター、Lloyd L. Gaines/Marian O'Fallon Oldham Black Culture Center(GOBCC)）。2006年5月、ミズーリ大学はゲインズに対し、没後の名誉法学位を授与した。ゲインズはUMCでの人種差別撤廃の第一人者となっている。

## キャンパス

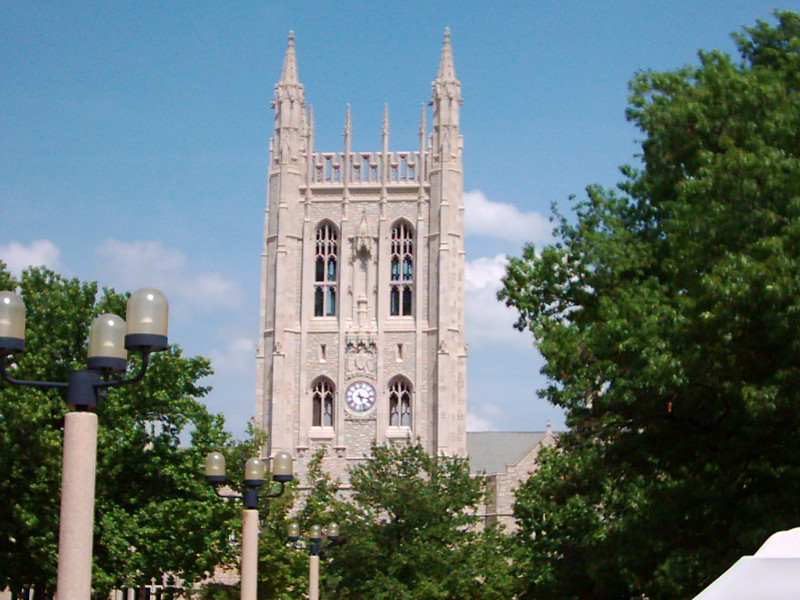
メモリアル・ユニオン

ジェシー会館には、現在、大学の無数の運営事務所が入っており、ジェシー大講堂とともに大学の中心となっている。フランシス中庭周辺には、赤レンガで立てられた建物が立ち並び、ここをレッドキャンパス、東側の石灰岩で立てられた区域をホワイトキャンパスと呼んでいる。ホワイトキャンパスのほうが歴史的にも新しく、新しい学舎もこの周辺に主に立てられている（が、石灰岩はコスト高の為、現在は白系統のコンクリートなどの建材が使われている）。コロンビア自体が大学によって成立した街であるという出自から、キャンパスに隣接した敷地に街全体に今も送電する火力発電所がある。図書館は9つあり、約325万冊の蔵書、約690万のマイクロフィルムなどを収め、ミズーリ州最大の図書館となっている。

## 大学
UMCは公立校で6校しかない、法学・医学・獣医学の大学院を持つ大学の一つである。
また、世界で初めてのジャーナリズムスクールがあり、日刊新聞『コロンビア・ミズーリアン』を発行、またNBC/CW系列のKOMU-TVというテレビ局を運営している。KOMU-TVはコロンビアとジェファーソンシティで放送されており、ジャーナリズム専攻の学生の授業やインターンシップに役立てられている。

### 学部・大学院
- College of Agriculture, Food, and Natural Resources
  - School of Natural Resources
- College of Arts and Science
  - School of Fine Arts
  - School of Music
- College of Business
  - School of Accountancy
- College of Education
  - School of Information Science and Learning Technologies
- College of Engineering
- College of Human Environmental Sciences
  - School of Social Work
- College of Veterinary Medicine
- School of Health Professions
- School of Medicine
- Sinclair School of Nursing
- School of Journalism
- School of Law
- Graduate School
  - Truman School of Public Affairs

## 著名な教員
- ジョージ・C・ビンガム(美術)
- サーゲイ・コペイキン(2000-、物理学)
- バーバラ・マクリントック(1936–1941、生物学)
- ソースティン・ヴェブレン(1911–1918、経済学・社会学)
- ピート・カサッツァ(1983-、数学)

## 著名な出身者
- テネシー・ウィリアムズ - 劇作家
- サム・ウォルトン - ウォルマート創始者
- ケイト・キャプショー - 女優
- クリスチャン・キャントウェル - 陸上競技選手
- イアン・キンズラー - 野球選手
- クリス・クーパー - 俳優
- シェリル・クロウ - シンガーソングライター
- ジョージ・C・スコット - 俳優
- ジーン・スニツキー - プロレスラー
- タイロン・ウッドリー - 総合格闘家
- ブラッド・ピット(中退) - 俳優
- フィル・ブラッドリー - 野球選手
- ベン・アスクレン - レスリング選手、総合
- マイケル・ポーターjr - プロバスケットボール選手

格闘家
- マイケル・チャンドラー - 総合格闘家
- トム・ベレンジャー - 俳優
- リチャード・マシスン - 作家
- ケネス・レイ - エンロン元CEO兼会長
- マット・サイダル - プロレスラー
- 矢田美英 - 政治家
- マックス・シャーザー - 野球選手

※英語版ウィキペディアより、ウィキペディア日本語版に掲載されている人物を掲載。